# 泉裕子
泉 裕子（いずみ ゆうこ、1966年1月4日 - ）は、日本の元女性声優。東京都出身。旧名は矢野 裕子（やの ゆうこ）。

## 人物
声優になる前は国際線スチュワーデスだった。
活動時はオフィスPACに所属していた。
2019年に引退。

## 後任
泉の引退後、持ち役を引き継いだ人物は以下の通り。
| 後任       | 役名                   | 作品                             | 後任の初担当作品       |
| ---------- | ---------------------- | -------------------------------- | ---------------------- |
| 恒松あゆみ | エルバハ               | 『グランブルーファンタジー』     | 2019年12月12日更新以降 |
| 冬馬由美   | ニーナ・ガルシア       | 『プロジェクト・ランウェイ』     | 2020年4月放送回        |
| 林真里花   | ローズ・ワイスマン     | 『マーベラス・ミセス・メイゼル』 | 第3シーズン第1話       |
| 広瀬彩     | ハーマイオニー・ロッジ | 『リバーデイル』                 | 第5シーズン            |

## 出演

### テレビアニメ
- ごくせん（2004年、若松康絵）
- 舞-HiME（2004年、舞衣の母）
- 内閣権力犯罪強制取締官 財前丈太郎（2006年、白石恵）

### 劇場アニメ
- 劇場版 TIGER & BUNNY -The Rising-（2014年、先生）

### ゲーム
- ドラゴンクエストVIII 空と海と大地と呪われし姫君（2015年、アローザ）
- グランブルーファンタジー（2018年、エルバハ〈初代〉[3]）

### 吹き替え

#### 映画
- アイ・アム・デビッド
- アベンジャーズ/エイジ・オブ・ウルトロン（マダム・B〈ジュリー・デルピー〉）
- ICHIGEKI 一撃
- イン・グッド・カンパニー
- エントラップメント
- ガンジー（マーガレット・バーク＝ホワイト）
- キング・コング
- こわれゆく世界の中で
- ザ・インタープリター
- 幸せになるための27のドレス
- JIGSAW タワー・オブ・デス（パメラ〈ジョアンナ・ボビン〉）
- シビル・ウォー/キャプテン・アメリカ（マリア・スターク）
- ジャンパー
- スー・チー in ヴィジブル・シークレット
- スーパーマン ※テレビ朝日新版
- スズメバチ ※テレビ東京版
- スパイダーマン2
- ソードフィッシュ ※日本テレビ版
- 007シリーズ（ミス・マネーペニー〈ロイス・マクスウェル〉） ※すべてDVD新録版
  - 007 ドクター・ノオ[4]
  - 007 ロシアより愛をこめて
  - 007 ゴールドフィンガー
  - 007 サンダーボール作戦
  - 007は二度死ぬ
  - 女王陛下の007
  - 007 ダイヤモンドは永遠に[5]
  - 007 死ぬのは奴らだ
  - 007 黄金銃を持つ男
  - 007 私を愛したスパイ
  - 007 ムーンレイカー
  - 007 ユア・アイズ・オンリー
  - 007 オクトパシー
  - 007 美しき獲物たち
- 007 ダイ・アナザー・デイ
- 小さな魔法使いと秘密の城 リトル・ウィッチ2
- チャーリーズ・エンジェル フルスロットル（ケリー・ギャレット） ※テレビ朝日版
- 沈黙の追撃
- 追跡者 ※テレビ東京版
- ドッグヴィル（ヴェラ）
- トナカイのブリザード（ワード先生）
- ナバロンの要塞（アンナ）
- パパラッチ
- パラダイン夫人の恋（ゲイ）
- パンチドランク・ラブ
- 陽だまりのイレブン
- 秘密のミラクル・マジシャン
- ファイヤーウォール
- 復讐者に憐れみを
- 真夜中のピアニスト（アリーヌ）
- マレフィセント2（女性の声[6]）
- マン・オブ・スティール（ララ・ロー＝ヴァン〈アイェレット・ゾラー〉[7]）
- みなさん、さようなら
- ミュンヘン
- 名犬ラッシー
- リトル・ミス・サンシャイン
- レクイエム（シンシア・アーチャー）
- レッド・サン（マリア） ※テレビ東京版

#### ドラマ
- ER緊急救命室
  - シーズン9 #4（シェパード夫人〈ケリー・ダンカン〉）
  - シーズン11 #3（店長2〈ジェニファー・ロースロップ〉）
  - シーズン12 #16（ミセス・オーダチョースキー〈ルーシー・バトラー〉）
  - シーズン15 #17（ミッシェル〈ディオンヌ・リー〉）
- エリザベス1世 〜愛と陰謀の王宮〜
- 堕ちた弁護士 -ニック・フォーリン-（ルイーザ・“ルル”・アーチャー）
- キッドナップ KIDNAPPED（エリー・ケイン〈ダナ・デラニー〉）
- 救命医ハンク2 セレブ診療ファイル（マリサ・カサラス）
- グリーンローズ（チャ・ユラン）
- ザ・パシフィック
- CSI:9、11 科学捜査班
- CSI:ニューヨーク6、7
- 射雕英雄伝（梅超風、包惜弱）
- 私立探偵ストライク（タンジー・ベスティグィ〈タラ・フィッツジェラルド〉）
- スタートレック:エンタープライズ（エリカ・ヘルナンデス）
- チャームド 〜魔女3姉妹〜
- 朱蒙 〜チュモン〜（柳花〔ユファ〕）
- デスパレートな妻たち
- HAWAII FIVE-0（アン・デイヴィス）
- 碧血剣 （温儀、帰二娘）
- ミディアム7 最終章
- 名探偵ポワロ ハロウィーン・パーティー（レイノルズ夫人〈ソフィー・トンプソン〉）
- メンタリスト4

#### アニメ
- おさるのジョージ

#### リアリティ番組
- プロジェクト・ランウェイ（ニーナ・ガルシア）

### 舞台
- 遺産ラプソディ
- 間抜け役